# Aplidium elatum
Aplidium elatum är en sjöpungsart som beskrevs av Kott 1972. Aplidium elatum ingår i släktet Aplidium och familjen klumpsjöpungar. Inga underarter finns listade i Catalogue of Life.